# ريس جونز
ريس جونز (بالإنجليزية: Rhys Parry Jones) هو ممثل بريطاني، ولد في 18 فبراير 1960.

## وصلات خارجية
- ريس جونز على موقع IMDb (الإنجليزية)
- ريس جونز على موقع قاعدة بيانات الفيلم (الإنجليزية)